# Acmanthera
Acmanthera là một chi thực vật có hoa trong họ Malpighiaceae.

## Loài
Chi Acmanthera gồm các loài: